# Takeo Matsuda
Takeo Matsuda (松田 岳夫 Matsuda Takeo?), född 13 oktober 1961 i Tokyo prefektur, är en japansk före detta fotbollsspelare och tränare.
Matsuda började sin karriär 1984 i Fujitsu. Han avslutade karriären 1990.
Matsuda har efter den aktiva karriären verkat som tränare och har tränat J.League-klubbar, Tokyo Verdy, Gainare Tottori och Fukushima United FC.